# Jean-Paul Lapointe
Pour les articles homonymes, voir Lapointe.
Jean-Paul Lapointe, né le 7 juin 1935 à Saint-Charles-de-Bourget et mort le 14 janvier 2007 dans l'arrondissement de Chicoutimi, dans la ville de Saguenay , est un peintre québécois.

## Biographie
Jean-Paul Lapointe naît à Saint-Charles-de-Bourget (alors connue sous le nom de Saint-Charles-Borromée). Très jeune, il observe les différentes toiles exposées dans les galeries d'art de Saguenay. Il reçoit un diplôme d'infirmier et devient en 1969 président de la Jeune chambre de commerce de Saguenay. Il commence à peindre à l'âge de 39 ans et effectue sa première exposition en 1973, après avoir appris la peinture par lui-même. Il se consacre entièrement à la peinture à l'âge de 46 ans, en 1981. En 1998, il fonde La Maestria, un collectif d'artistes encore actif, duquel il était président de 2000 jusqu'à sa mort. En 2000, il fonde le Symposium international de peinture et sculpture du Saguenay-Lac-Saint-Jean, qui en 2007, 2009 et 2012 a pris son nom pour lui rendre hommage. Le symposium a aussi créé le prix Jean-Paul Lapointe, décerné chaque année. Le symposium a été débuté par Lapointe et sa femme, qui ont trouvé des exposants par l'entremise de contacts personnels et d'internet. La première édition attire plus de 40 000 personnes. Après sa première exposition, il en tient plus d'une cinquantaine d'autres, au Québec, en Ontario, en France, à Paris et à Angoulême, en Suisse, en Belgique et au Mexique entre autres. Il a contribué à aider de nombreuses organisations de charité, comme lors d'un souper bénéfice au Château Frontenac organisé en avril 2006 pour la fondation Accueillons un enfant, et faisait partie de l'Institut des arts figuratifs,.
Jean-Paul Lapointe meurt le 14 janvier 2007 d'un combat de deux ans contre le cancer,. Sa seconde femme donne une grande partie de ses biens à la Pulperie de Chicoutimi, qui lui dédie une exposition rétrospective en 2017. Un article lui est aussi consacré dans un numéro du magazine Art and Design dix ans après sa mort. Son nom figure dans Le Petit Larousse 2006 et dans la Cotation Drouot, deux encyclopédies françaises.
Après son premier mariage, sa fille de sept ans meurt, suivi de sa première femme. Sa seconde femme était Rina Simard-Lapointe, avec qui il est resté pendant 34 ans, jusqu'à sa mort. Il habitait la rue Comtois, à Chicoutimi.
Il peignait principalement des paysages, à l'exception des paysages verglacés, qu'il trouvait avoir un air trop triste. Les régions qu'il aime tirer son inspiration pour ses paysages, dont la moitié sont fictifs, sont Charlevoix, le Saguenay-Lac-Saint-Jean et la Côte-Nord. Il s'inspire aussi du Groupe des sept, et aime incorporer de la vitalité et de l'expression dans ses peintures.

## Œuvres
- Un pic-nic, acrylique sur toile, 2002, Pulperie de Chicoutimi[8].

## Collections
- Alcan[2]
- Bombardier[2]
- SNC-Lavalin[2]
- Loto-Québec[2]
- Téléglobe Montréal[2]
- Pulperie de Chicoutimi[2]
- Musée Louis-Hémon[2]
- Groupe Enixum[2]